# میلویندل (میشیگان)
میلویندل، میشیگان (به انگلیسی: Melvindale, Michigan) یک شهر در ایالات متحده آمریکا با جمعیت ۱۰٬۷۱۵ نفر است که در میشیگان واقع شده‌است.